# Jasmine Laurenti
Jasmine Laurenti (Volpago del Montello, 22 novembre 1965) è una doppiatrice italiana.

## Biografia
Dal 1978 al 1988 collabora in qualità di radio host, speaker pubblicitaria, corista e cantante con le maggiori emittenti radiofoniche e con diversi studi di registrazione del Triveneto.
Dal 1987 presta la sua voce come doppiatrice presso i maggiori studi di registrazione di Milano.
Nel 2015 consegue il Diploma in "Acting For Film" alla New York Film Academy di New York.
Giornalista internazionale iscritta all'Ordine dei Giornalisti Inglesi (MCIJ) e Americani (SPJ), Jasmine collabora con BetaPress.it.
Ha pubblicato tre libri: la silloge di poesie "Nel Giardino Incantato degli Eroi", il libro per ragazzi sui valori "Blue" e la sua autobiografia "Suor Soubrette".

## Doppiaggio

### Cinema
- Émilie Caen in Non sposate le mie figlie!, Non sposate le mie figlie! 2, Riunione di famiglia - Non sposate le mie figlie! 3
- Fernanda Torres in Un uomo in guerra
- Felicity Huffman in Golden Years
- Tracy Pollan in Annunci personali
- Natasha Gregson Wagner in Two Girls and a Guy
- Patricia Richardson in Norma Jean
- Nana Kiknadze in Mars, dove nascono i sogni
- Alyssa Sutherland in Day on Fire
- Cecilia Cheung in The Promise
- Julia Ormond in Il nome del mio assassino
- Rebecca Ritz in Maddalena: ciò che i suoi occhi hanno visto
- Rose Byrne in Adam
- Renée Zellweger in My One and Only
- Abby Brammell in Playdate - I nuovi vicini
- Johanna Bantzer in Recycling Lily
- Hattie Morahan in L'estate all'improvviso
- Samantha Morton in Annie Parker
- Julianne Moore in Un marito ideale (doppiaggio 2014)
- Mary-Louise Parker in Christmas in Conway
- Vilma Laudelino De Souza in Il Vincisangue
- Laura Harris in Il luogo delle ombre
- Anne Marie DeLuise in Mostly Ghostly 3 - One Night In Doom House
- Alexandra Lamy in Torno da mia madre

### Televisione
- Paige Turco, Wendy Moniz e Gina Tognoni in Sentieri
- Justine Girard in Primi baci
- Alison Brie in Community
- Shannen Doherty in Ossessione d'amore
- Fran Drescher in Happily Divorced
- Brooke Shields in Il ragazzo che gridava al lupo... Mannaro
- Jessica Tuck in Rizzoli & Isles
- Tina Benko in Brotherhood - Legami di sangue (ridoppiaggio)
- Kate Phillips in The Crown
- Thuy Trang in Power Rangers
- Abby Elliott in How I Met Your Mother
- Mo Collins in Ned - Scuola di sopravvivenza

### Film d'animazione
- Kaori Makimura in City Hunter: Amore, destino e una .357 Magnum, City Hunter: Guerra al Bay City Hotel, City Hunter: Un complotto da un milione di dollari, City Hunter: Servizi segreti, City Hunter: La rosa nera, City Hunter: Arrestate Ryo Saeba!, City Hunter: Shinjuku Private Eyes, City Hunter The Movie: Angel Dust
- Daphne Blake in Scooby-Doo e l'isola degli zombie, Scooby-Doo e il fantasma della strega, Scooby-Doo e il viaggio nel tempo, Scooby-Doo e la leggenda del vampiro, Scooby-Doo e il terrore del Messico, Scooby-Doo e il mostro di Loch Ness, Aloha, Scooby-Doo!, Scooby-Doo e la mummia maledetta
- Lamù in Lamù - Only You, Lamù - Beautiful Dreamer, Lamù - Remember My Love, Lamù - Forever: La principessa nel ciliegio, Lamù - Boy Meets Girl: Un ragazzo, una ragazza, Lamù - Sei sempre il mio tesoruccio
- Tricky in Alla ricerca della Valle Incantata 7 - La pietra di fuoco freddo, Alla ricerca della Valle Incantata 8 - Avventura tra i ghiacci, Alla ricerca della Valle Incantata 9 - Le meraviglie del mare, Alla ricerca della Valle Incantata 10 - La grande migrazione, Alla ricerca della Valle Incantata 11 - L'invasione dei minisauri, Alla ricerca della Valle Incantata 12 - Il giorno dei rettili volanti
- Sailor Venus in Sailor Moon R The Movie - La promessa della rosa, Sailor Moon S The Movie - Il cristallo del cuore, Sailor Moon SS The Movie - Il mistero dei sogni
- Fujiko Mine in Lupin III - La pietra della saggezza (terzo doppiaggio), Lupin III - Il castello di Cagliostro (secondo doppiaggio)
- Mai Shiranui in Fatal Fury 2 - La sfida di Wolfgang Krauser, Fatal Fury: The Motion Picture
- Starsha in Corazzata spaziale Yamato, Yamato - Il nuovo viaggio
- Simon Seville in Alvin e i Chipmunks incontrano Frankenstein, Alvin e i Chipmunks incontrano l'Uomo Lupo
- Simona (Kurumi Kasuga) in È quasi magia Johnny: Una difficile scelta (primo doppiaggio), Orange Road The Movie: ...e poi, l'inizio di quella estate... (secondo doppiaggio)
- Misa Ayase in Macross - Il film
- Ten in Lamù - Beautiful Dreamer
- Aida in Aida degli alberi
- Kagero in Ninja Scroll
- Oyuki in La spada dei Kamui
- Jane Royal in Space Adventure Cobra
- Emi Hogasawara in Ghost Sweeper Mikami - La resurrezione di Nosferatu
- Harley Quinn in Batman of the Future - Il ritorno del Joker
- Q.T in I nove cani di Babbo Natale
- Lisa in Pokémon 3 - L'incantesimo degli Unown
- Dipsy in Balto - Sulle ali dell'avventura
- Principessa Poplar in Hammerboy
- Noriko Jinnouchi in Summer Wars

### Serie animate
- Astral in Jem
- Susie in Zip Zip
- Courtly Jester in Ever After High
- Kreta/Kaori in City Hunter[2] (st. 1-2)
- Montana Max in Tiny Toons
- Maria in Cantiamo insieme
- Tisifone in I Cavalieri dello zodiaco, Saint Seiya - I Cavalieri dello zodiaco
- Sailor Venus in Sailor Moon
- Lamù in Lamù (ep. 10 e 16, ed. home video)
- Yuri Tanima/Angel Lily in Wedding Peach - I tanti segreti di un cuore innamorato e Wedding Peach DX
- Cesira La Talpa in Lupo Alberto
- Emily in Beethoven
- Candy Kong in Donkey Kong Country
- Mecca in Downtown
- Tricky in Alla ricerca della Valle Incantata
- Ilona in Renaissance
- Callahan in Scuola di polizia
- Lidie e Bizouille in Max & Co.
- Marsha in Roary the Racing Car
- Penny in La Grande B!
- Myung Fang Lone in Macross Plus
- Chloe in Sabrina, the Animated Series
- Harley Quinn (1ª voce) in Batman - Cavaliere della notte
- Ernestina in Il mio amico coniglio
- Simona in È quasi magia Johnny
- Hamilton in Maggie e l'incredibile Birba
- Dee Dee in Il laboratorio di Dexter
- Irma in Tartarughe Ninja alla riscossa
- Anna in Messaggeri coraggiosi - Un passo dopo l'altro sulle strade di Gesù
- Celine Dion e Jennifer Aniston in Celebrity Deathmatch
- Lady Vermin in Spider-Man Unlimited
- Mica Minazuki in Hyper Doll
- Luna in Harmagedon - La guerra contro Genma
- Pearlie in Pearlie
- Griselda in Robin Hood
- Personaggi vari in Le fiabe son fantasia
- Yuka Kiritake in Nazca
- Mai in Dragon Ball e Dragon Ball GT
- Ilaria in Un fiocco per sognare, un fiocco per cambiare
- Satsuki Toreishi in Humming Bird - Ragazze con le ali
- Rebound in Pound Puppies
- Cheerilee, Cherry Jubilee in My Little Pony - L'amicizia è magica
- Bea in Lalaloopsy
- Maestra Harriet in Daniel Tiger
- Lala (canto) in Fancy Lala
- Presea e Sierra in Magic Knight Rayearth (doppiaggio Yamato Video)
- Charlotte Hammond in Sorridi, piccola Anna
- Akemi Miyano (5ª voce), Sonoko Suzuki (2ª voce) e personaggi minori in Detective Conan
- Yum Yum in Benvenuta Gigì
- Dazzler in Insuperabili X-Men
- Jessiebelle in Pokémon: Indigo League
- Kat Harvey in Casper

### Videogiochi
- Fuzzy in Fuzzy e Floppy - Il mistero dell'ape d'oro[3], Fuzzy e Floppy - Il furto della rotonda[4], Fuzzy e Floppy - Il raggio magico[5]
- Catherine in Riven: Il seguito di Myst
- Shinatama in Oni
- Rouge the Bat in Sonic Generations, Mario & Sonic ai Giochi olimpici invernali di Sochi 2014, Mario & Sonic ai Giochi olimpici di Rio 2016, Sonic Forces, Mario & Sonic ai Giochi olimpici di Tokyo 2020
- Koudelka Iasant in Koudelka
- Ariel in Legacy of Kain: Soul Reaver, Legacy of Kain: Soul Reaver 2
- Ayame in Tenchu: Stealth Assassins
- Laura Mattone in Isola LEGO
- Sophia Leigh in Tomb Raider III
- Segretaria, Voce alla TV in Ace Ventura[6]
- Androide Traci in Detroit: Become Human
- Spirito degli alberi, Sorella grande uccello e conchiglia fatata in Le avventure di Pongo: Gli animali[7]
- Spirito degli alberi, lucciola, loto e libellula in Le avventure di Pongo - Gli insetti e le piante[8]
- Spirito degli alberi, Statua della Libertà in Le avventure di Pongo - Il mondo perduto[9]
- Spirito degli alberi, Coco Junior, Mamma in Le avventure di Pongo - Ritorno al futuro[10]
- Ninfa in Black & White 2[11]
- Fattorino, Infermiera Adams, Alice Casey, Signora Underhill e Elizabeth Short in Black Dahlia[12]
- Cameriera in Broken Sword: Il segreto dei Templari[13]
- Madame "La Presidenta" Grasiento, Frost Ketch, Emily Ketch e Sharon Kowalski in Broken Sword II: La profezia dei Maya[14]
- Christina Wayborn in Chase the Express[15]
- Natasha in Commandos 2: Men of Courage[16]
- Atma in Diablo II[17]
- Jetta e Vecchia infetta in Druuna: Morbus Gravis[18]
- Sarah Hopkins e Jessica James in Evidence[19]
- Danzatrice e Musicista in Faraon[20]
- Delores e Interrogatore n. 2 in The Feeble Files[21]
- Grace Nakimura in Gabriel Knight 3: Il mistero di Rennes-le-Château[22]
- Arcanista Valtrois in World of Warcraft: Legion
- Wonder Woman in Injustice 2[23]
- Foe Hammer in Halo: Combat Evolved[24]
- Flounder in Alla ricerca di Flounder[25]
- Melonie Crouton, Donna Crouton e  Florence Crouton in Dementia: è uno stato mentale[26]
- Calico Pescegatto, Stella Acquamarina e Pesce Palla in Freddi Pesce - Il caso dei maialini con le pinne[27]
- Balba in Galline in fuga - Chicken Run[28]
- Signora Airbag in Gas-Gas entra in gara[29]
- APC di comando, Templari e Hoverdyne Contraereo in Ground Control[30]
- APC di comando in Ground Control: Dark Conspiracy[31]
- Amanda, Taffy Davenport e Vanessa in Hollywood Monsters[32]
- Michelle Visard, Ambasciatrice Jhessela, Chira venditrice d'olio e Aceul figlio di Acul in The Journeyman Project 3 - Il retaggio del tempo[33]
- Elizabeth Wilson e traci morente in Detroit: Become Human[34]
- Voce fuori campo in Need for Speed: Payback (2017)[35]

## Spot

### Spot radio
- Kinder Merendero, Facile.it, Despar, IKEA, Einaudi Tascabili e altri.

### Spot TV
- Collistar, Mantovani, Heinz Tomato Ketchup, Thermacare, Lip Woolite e altri.

## Opere
- Nel giardino incantato degli eroi (raccolta di poesie) (Youcanprint, 2023)
- Suor Soubrette (Youcanprint, 2023)
- Blue (con Andrea Mercurio) (Youcanprint, 2023)